# 住吉屋力
住吉屋 力（すみよしや つとむ、1985年3月14日 - ）は、日本の男性声優。進戯団夢命クラシックス所属。以前はEARLY WINGに所属していた。福岡県出身。血液型はAB型。

## 出演作品

### テレビアニメ
2010年
- 世紀末オカルト学院（No5）

2011年
- ドラゴンクライシス!

### ゲーム
- PSP グランナイツヒストリー
- PS3 魔界戦記ディスガイア4

### 舞台
- 軋み（竹垣睦）
- 誰ガタメノ剣（森蘭丸）（新宿 紀伊国屋サザンシアター）
- TRICK AND TREET（殺人鬼ソーセージ、妖精パック）
- 風待雑歌（悪魔メフィストフェレス）
- Lucky cream soda（新木場英臣）
- 進戯団夢命クラシックス#9 雅貴とクダンの奇妙な夜（新宿シアターモリエール）
- 少年社中 第23回公演「ネバーランド」（ジェロニモ）（青山円形劇場）
- 進戯団夢命クラシックス#11 Lullaby（直江兼続）（2011年11月9日-13日、SPACE107）

### ドラマCD・オーディオノベル
- カーニヴァル ヴィント（ムラノ）

### その他
- Beeマンガ 行け!稲中卓球部（竹田）